# Дом культуры Барнаульского меланжевого комбината
Дом культуры Барнаульского меланжевого комбината (ДК БМК) — памятник архитектуры регионального значения середины XX века в Барнауле. Ныне здесь находится Государственный молодёжный театр Алтая.
ДК БМК расположен на пересечении проспекта Калинина и площади Октября, в центральной части города. Является важным элементом окружающего архитектурного ансамбля, решенным в русле парадной монументальной архитектуры общественных сооружений эпохи сталинского классицизма и стиля ар-деко.

## История
Здание построено в 1937 году и было подведомственным учреждением Барнаульского меланжевого комбината. До 1953 года Площадь Октября носила названия площади клуба Меланжевого комбината.
Зрительный зал был рассчитан на 750 человек, кроме того в ДК имелось 7 помещений для занятий творческих коллективов. В 1948 году начал работать народный театр балета, а в 1982 году в здании клуба создан детский театр-студия эстрадного танца «Хорошки».
В 1999 году здание дома культуры было передано Молодёжному театру Алтая. В 2009 году начались работы по восстановлению дворца культуры, продолжавшиеся до 2011 года.
После реконструкции объём здания увеличился вдвое, расширена сцена, установлена сценическая коробка. Здесь появились гримёрные для актёров, цеха для изготовления и хранения декораций, малый зал, буфет, а также помещения для театрального музея и театральной гостиной. Верхний балкон в зале сохранился со времён ДК, при этом боковые ложи пристроены во время реконструкции. Новая сцена имеет поворотный круг, оборудована современной светотехникой и необходимыми театральными конструкциями. Зал рассчитан на 472 места. При этом предусмотрены специальные места для людей с ограниченными возможностями.